# خوان مانويل كوتيلو
خوان مانويل كوتيلو (بالإسبانية: Juan Manuel Cotelo)‏ (و. 1966 – م) هو مخرج سينمائي، وكاتب سيناريو، وصحفي، وممثل من إسبانيا.

## وصلات خارجية
- خوان مانويل كوتيلو على موقع IMDb (الإنجليزية)
- خوان مانويل كوتيلو على موقع ألو سيني (الفرنسية)
- خوان مانويل كوتيلو على موقع أول موفي (الإنجليزية)
- خوان مانويل كوتيلو على موقع قاعدة بيانات الفيلم (الإنجليزية)
- خوان مانويل كوتيلو على موقع كينوبويسك (الروسية)